# メルピニャーノ
メルピニャーノ（イタリア語: Melpignano）は、イタリア共和国プッリャ州レッチェ県にある、人口約2,200人の基礎自治体（コムーネ）。

## 地理

### 位置・広がり

#### 隣接コムーネ

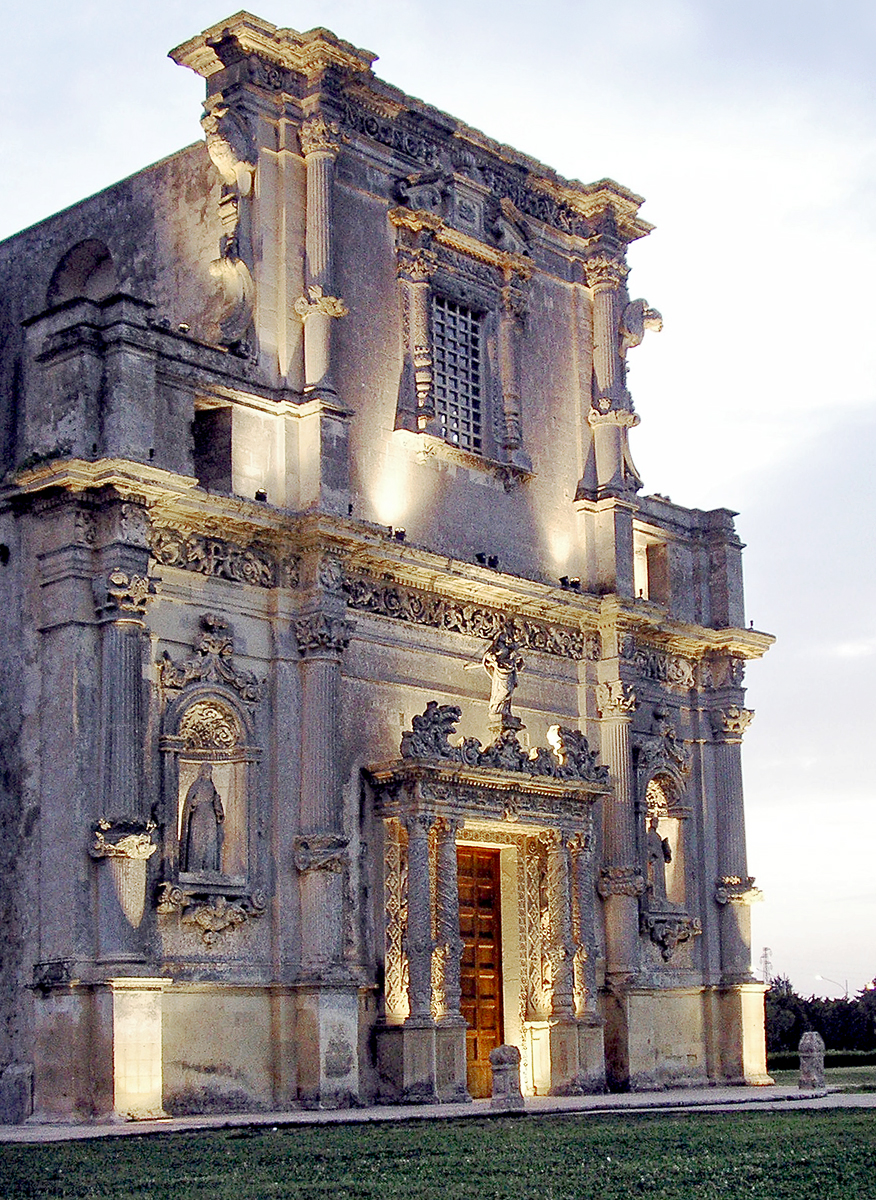
Il Duomo

隣接するコムーネは以下の通り。
- カストリニャーノ・デ・グレーチ
- コリリアーノ・ドトラント
- クルシ
- クトロフィアーノ
- マーリエ